# Sabina Wanjiru Chege
Sabina Wanjiru Chege, née le 22 août 1978, est une femme politique kényane et ancienne actrice de télévision et animatrice de radio qui est membre du Parlement kenyan.
De 2013 à 2022, elle a été représentante de la femme à l'Assemblée nationale du comté de Murang'a.

## Biographie

### Enfance, formation et débuts
Sabina Wanjiru Chege fréquente le Kenya Institute of Management et l'Université de Nairobi où elle obtient une licence en éducation et une maîtrise en communication. Avant d'entrer en politique, elle est actrice dans le feuilleton télévisé Tausi où elle joue le rôle de Rehema. Elle travaille ensuite comme animatrice radio sur Coro FM et dans la gestion de radio à Kameme FM et Kenya Broadcasting Corporation. Elle est mariée et a trois enfants.

### Carrière politique
À la suite d'une élection en 2013, elle devient représentante des femmes du comté de Muranga à l'Assemblée nationale avec 96,6% des voix. Elle est membre du parti Alliance nationale. Aux élections générales de 2017, où elle remporte à nouveau et devient membre du Jubilee Party. Jubilee Party voit le jour en 2016 pour succéder à la Jubilee Alliance, une coalition de plusieurs partis politiques, dont le parti Alliance nationale de Chege. Au cours de son premier mandat au parlement, elle est présidente du comité départemental de l'éducation, de la recherche et de la technologie et membre du comité de surveillance de la mise en œuvre constitutionnelle. Depuis 2017, elle est présidente de la commission parlementaire de la santé,.
En 2019, elle parraine le projet de loi sur le service national de transfusion sanguine du Kenya qui commercialise les transfusions sanguines et crée un nouvel organisme national pour coordonner les dons de sang à l'échelle nationale. Cette décision reçoit les critiques du Syndicat national des officiers de laboratoire médical du Kenya. Elle parraine également le projet de loi sur les mères allaitantes qui obligerait les employeurs à fournir des installations et des pauses aux employées qui allaitaient.
Beatrice Njeri Maina la remplace aux élections générales kenyanes de 2022 pour le poste de représentante des femmes de Murang'a. Elle déclare son intérêt à devenir la colistière du vice-président kenyan William Ruto à l'élection présidentielle de 2022. Elle soutient ensuite Raila Odinga.
En mai 2023, elle prête allégeance au président William Ruto. Pour déloyauté, l'ancien président Uhuru Kenyatta l'expulse du Jubilee Party.

### Résultats des élections
| Parti         | Parti                      | Candidat             | Votes   | % |
| ------------- | -------------------------- | -------------------- | ------- | - |
|               | The National Alliance      | Sabina Wanjiru Chege | 402 380 |   |
|               | Kenya National Congress    | Mercy Wanjiku Kimwe  | 8 510   |   |
|               | Orange Democratic Movement | Hellen Njeri Kiarie  | 5 832   |   |
| Majorité      | Majorité                   | Majorité             | 393,870 |   |
| Participation |                            |                      |         |   |

| Parti         | Parti           | Candidat                   | Votes   | % |
| ------------- | --------------- | -------------------------- | ------- | - |
|               | Parti du jubilé | Maitu Sabina Wanjiru Chege | 391,825 |   |
|               | Independent     | Evelyn Waithira Nyoike     | 114,684 |   |
| Majorité      | Majorité        | Majorité                   | 277,141 |   |
| Participation |                 |                            |         |   |